# Helmut Sauer

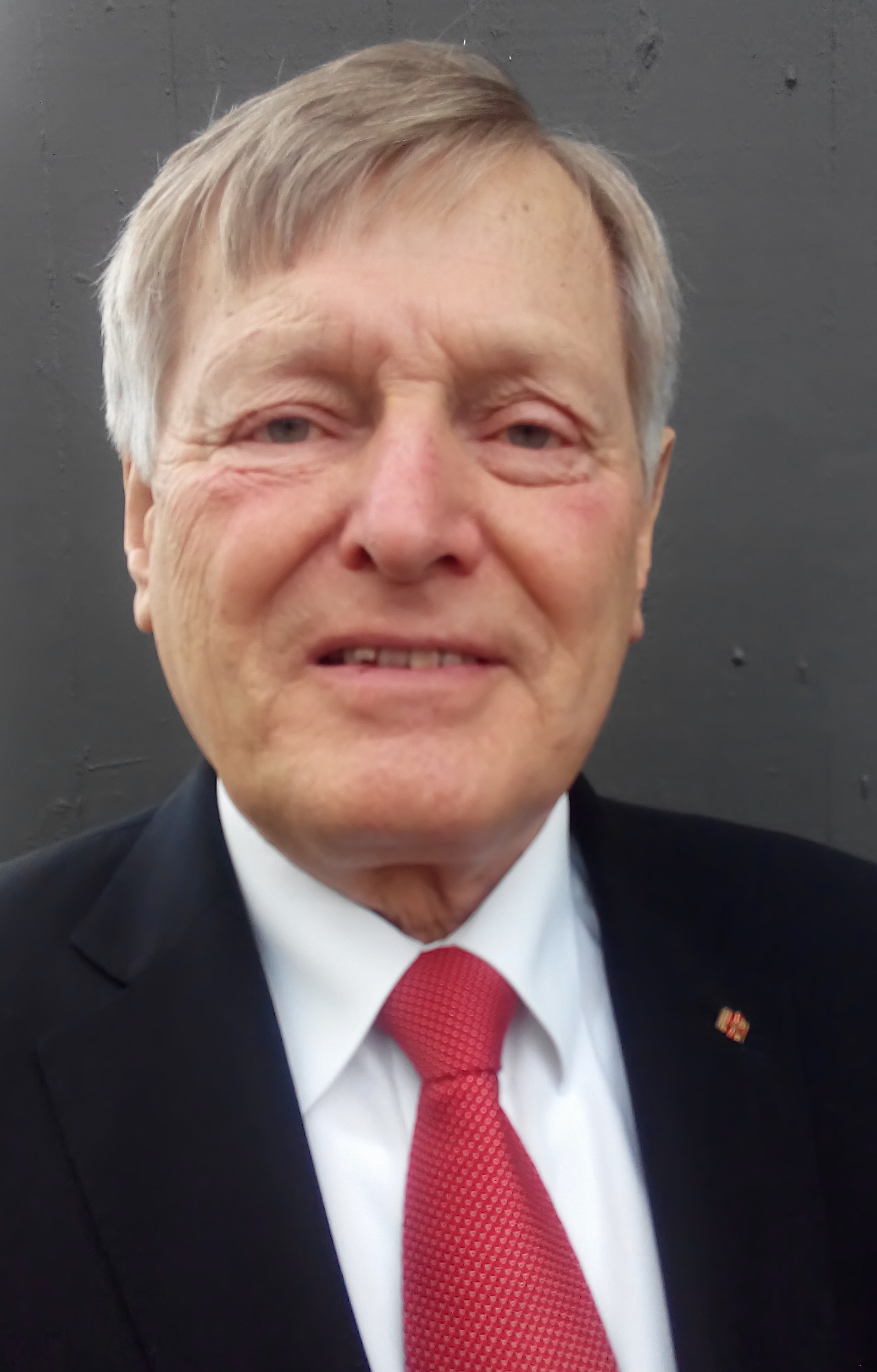
Helmut Sauer (2016)

Helmut Sauer (* 24. Dezember 1945 in Quickendorf/Lutomierz; Kreis Frankenstein in Schlesien/Powiat Ząbkowicki; † 10. Januar 2024 in Braunschweig) war ein deutscher Politiker (CDU).

## Werdegang
Helmut Sauer wurde im Alter von vier Monaten mit seiner Familie aus Schlesien vertrieben. Er war römisch-katholisch und ledig.
Sauer machte eine kaufmännische Lehre in der Grundstücks- und Wohnungswirtschaft bei der Salzgitter-Wohnungs-AG, dem Wohnungsunternehmen der Salzgitter-AG, später Preussag-Konzern.
Von 1971 bis 1993 war er CDU-Kreisvorsitzender von Salzgitter, von 1972 bis 1974 Ratsherr der Stadt Salzgitter.

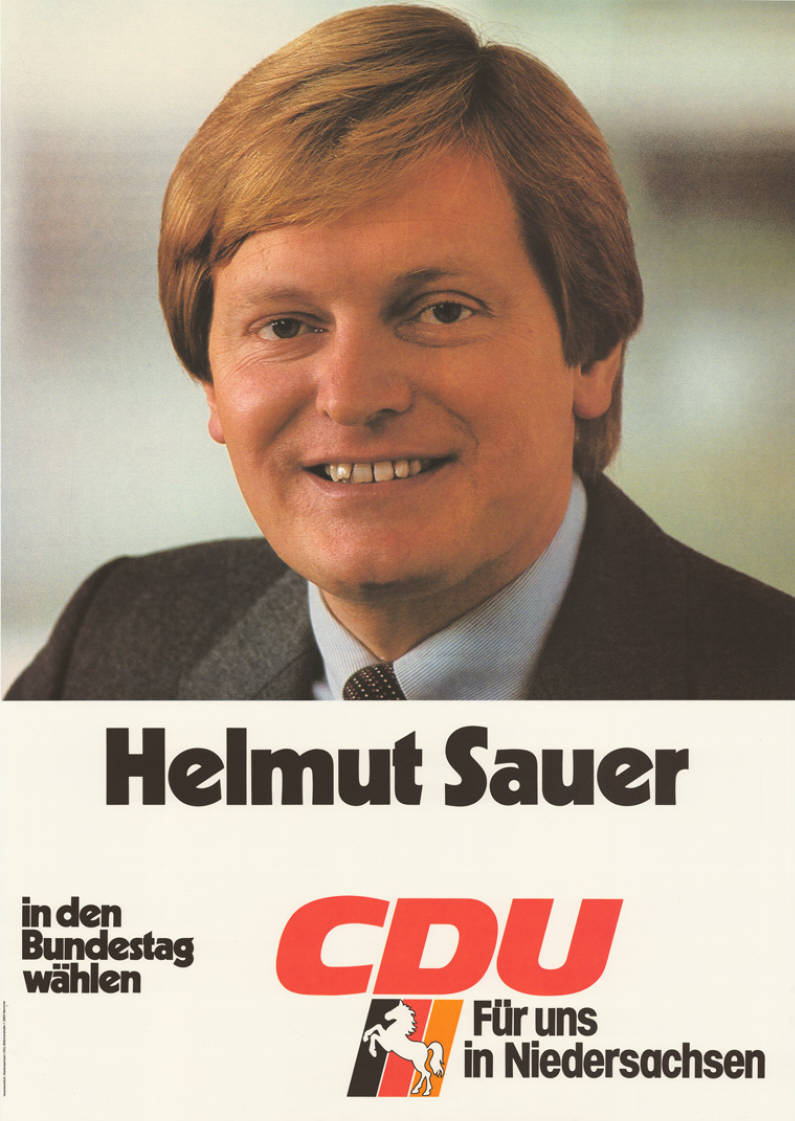
Kandidatenplakat zur Bundestagswahl 1983

Sauer gehörte von 1972 bis 1994 dem Deutschen Bundestag an. Er wurde stets über die Landesliste Niedersachsen gewählt und war Kandidat im Wahlkreis Salzgitter-Wolfenbüttel.
Von 1989 bis 2017 war er Bundesvorsitzender der Ost- und Mitteldeutschen Vereinigung der CDU Deutschlands und gehörte in dieser Funktion seit 1990 als beratendes Mitglied dem CDU-Bundesvorstand an. Zudem war er bis 2014 Vizepräsident des Bundes der Vertriebenen und ab 1982 Landesvorsitzender der Landsmannschaft Schlesien in Niedersachsen.